# Kanton Châteauroux-Sud
Der Kanton Châteauroux-Sud war von 1973 bis 2015 ein französischer Wahlkreis im Arrondissement Châteauroux, im Département Indre und in der Region Centre-Val de Loire; Vertreterin im Generalrat des Départements war zuletzt von 2001 bis 2015, wiedergewählt 2008 Thérèse Delrieu. 
Der Kanton bestand aus einem Teil der Stadt Châteauroux.